# Because of Winn-Dixie
Because of Winn-Dixie is een film uit 2005 onder regie van Wayne Wang. De film is gebaseerd op een boek van Kate DiCamillo.

## Verhaal
Opal is een tienjarig meisje dat met haar vader, die dominee is, naar een trailer in een nieuwe stad gaat. Ze weet hier geen vrienden te krijgen, totdat ze een zwerfhond in een supermarkt aantreft. Als de bewakers net op het punt staan de arme hond af te voeren naar het asiel, vertelt Opal uit wanhoop dat de hond van haar is. Als ze zo snel even geen naam weet te verzinnen, zegt ze dat de hond Winn-Dixie heet (net zoals de naam van de supermarkt).
Via een voice-over beschrijft ze hoe ze door Winn-Dixie eindelijk vrienden weet te krijgen en hoe haar hond verantwoordelijk is voor het geluk van de mensen in de stad. Zo ontmoet ze de vreemde Gloria Dump, een afgezonderde en bijna blinde vrouw die nooit mensen wil beoordelen op de roddels. Ook ontmoet ze Miss Franny, een vrouw die bij een bibliotheek werkt en haar het boek Gejaagd door de Wind aanraadt. Ze komt tevens in aanraking met de dakloze muzikant Otis, de verdrietige Amanda, de jonge Sweetie Pie en de gemene gebroeders Dewberry. Winn-Dixie zal al hun levens veranderen, inclusief het leven van Opals vader, die nooit echt hersteld is nadat zijn vrouw (Opals moeder) hem heeft verlaten.

## Rolverdeling
| Acteur           | Personage                               |
| ---------------- | --------------------------------------- |
| AnnaSophia Robb  | Opal                                    |
| Jeff Daniels     | "De Priester", Mr. Buloni (Opals vader) |
| Cicely Tyson     | Gloria Dump                             |
| Dave Matthews    | Otis                                    |
| Eva Marie Saint  | Miss Franny                             |
| Courtney Jines   | Amanda Wilkinson                        |
| Nick Price       | Dunlap Dewberry                         |
| Luke Benward     | Stevie Dewberry                         |
| Elle Fanning     | Sweetie Pie Thomas                      |
| Harland Williams | Agent                                   |
| Lyco en Scott    | Winn-Dixie                              |